# Вара (комуна)
Комуна Вара (швед. Vara kommun) — адміністративно-територіальна одиниця місцевого самоврядування, що розташована в лені Вестра-Йоталанд у південно-західній Швеції.
Вара 149-а за величиною території комуна Швеції. Адміністративний центр комуни — місто Вара.

## Населення
Населення становить 15 557 чоловік (станом на вересень 2012 року). 
| Кількість населення комуни Вара за 1970-2010 роки | Кількість населення комуни Вара за 1970-2010 роки | Кількість населення комуни Вара за 1970-2010 роки | Кількість населення комуни Вара за 1970-2010 роки | Кількість населення комуни Вара за 1970-2010 роки |
| ------------------------------------------------- | ------------------------------------------------- | ------------------------------------------------- | ------------------------------------------------- | ------------------------------------------------- |
| Рік                                               |                                                   |                                                   | Населення                                         |                                                   |
| 1970                                              | 1970                                              |                                                   | 17 101                                            | 17 101                                            |
| 1975                                              | 1975                                              |                                                   | 16 717                                            | 16 717                                            |
| 1980                                              | 1980                                              |                                                   | 16 932                                            | 16 932                                            |
| 1985                                              | 1985                                              |                                                   | 16 787                                            | 16 787                                            |
| 1990                                              | 1990                                              |                                                   | 16 997                                            | 16 997                                            |
| 1995                                              | 1995                                              |                                                   | 16 844                                            | 16 844                                            |
| 2000                                              | 2000                                              |                                                   | 16 044                                            | 16 044                                            |
| 2005                                              | 2005                                              |                                                   | 16 008                                            | 16 008                                            |
| 2010                                              | 2010                                              |                                                   | 15 762                                            | 15 762                                            |
| Джерело: SCB                                      |                                                   |                                                   |                                                   |                                                   |

## Населені пункти
Комуні підпорядковано 9 міських поселень (tätort) та низка сільських, більші з яких:
- Вара (Vara)
- Квенум (Kvänum)
- Тровад (Tråvad)
- Юнґ (Jung)
- Ведум (Vedum)
- Ларв (Larv)
- Стура-Левене (Stora Levene)
- Емтунґа (Emtunga)

## Галерея

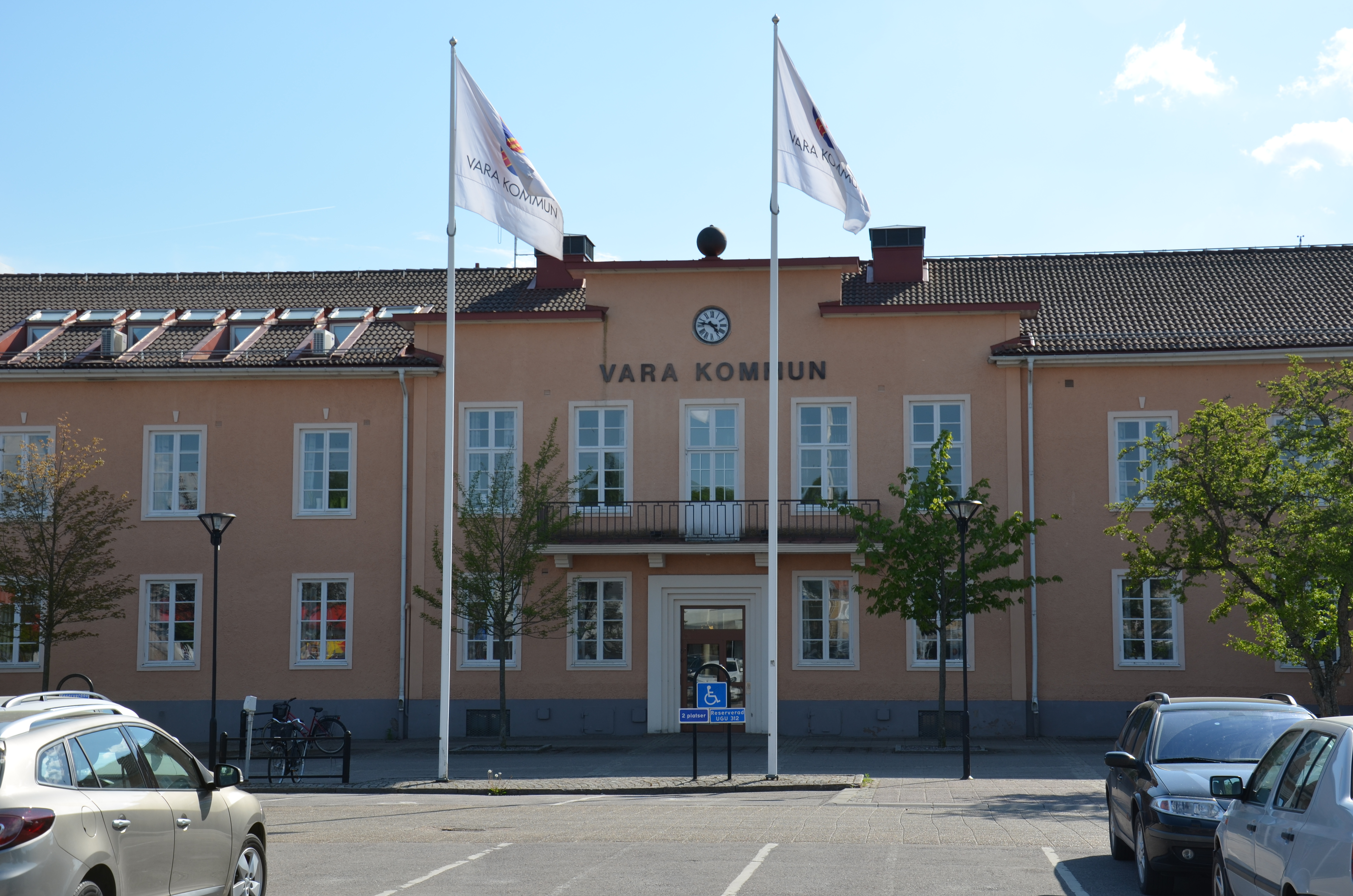
Управа комуни (Вара)
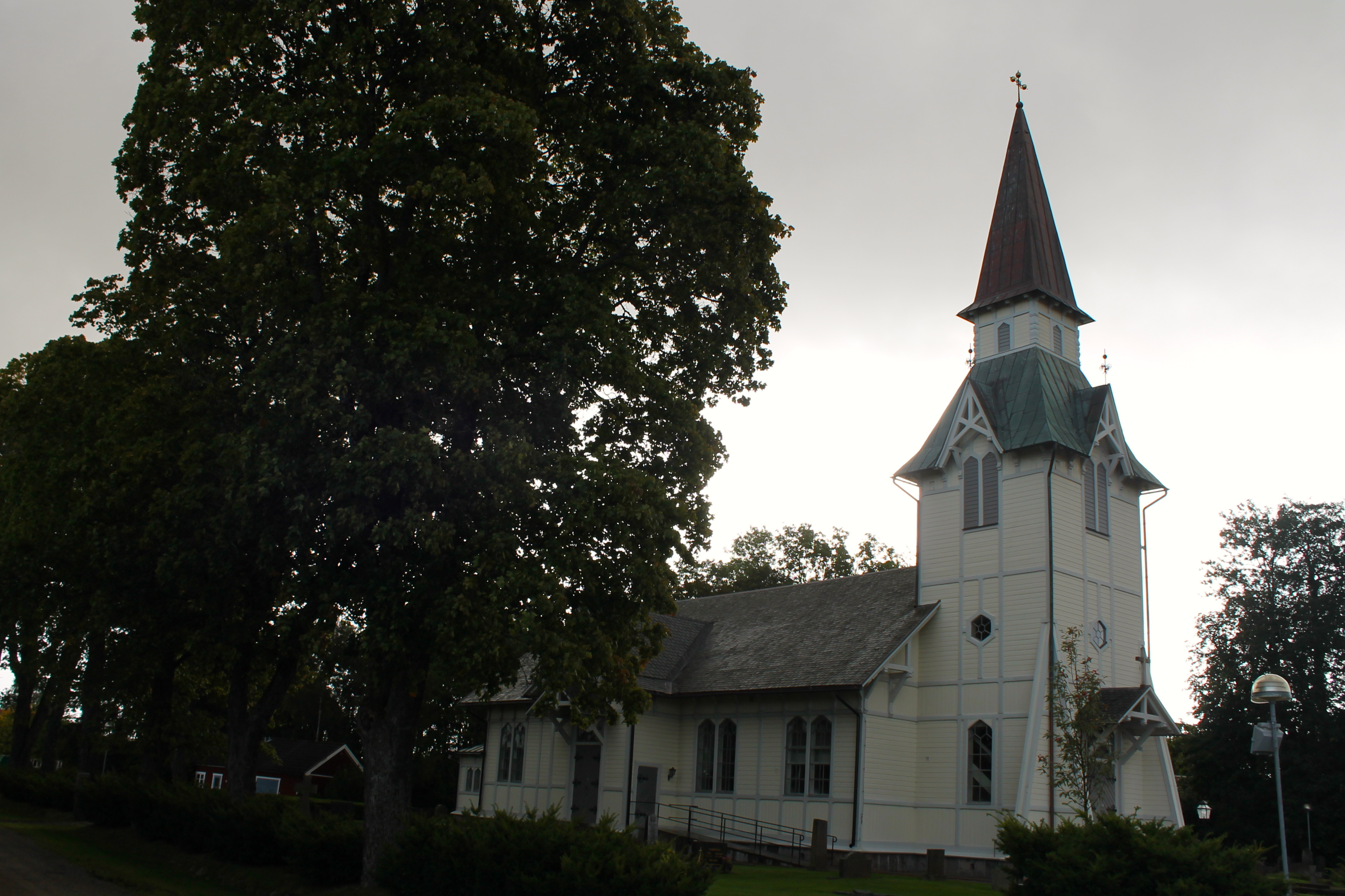
Церква (Наум)
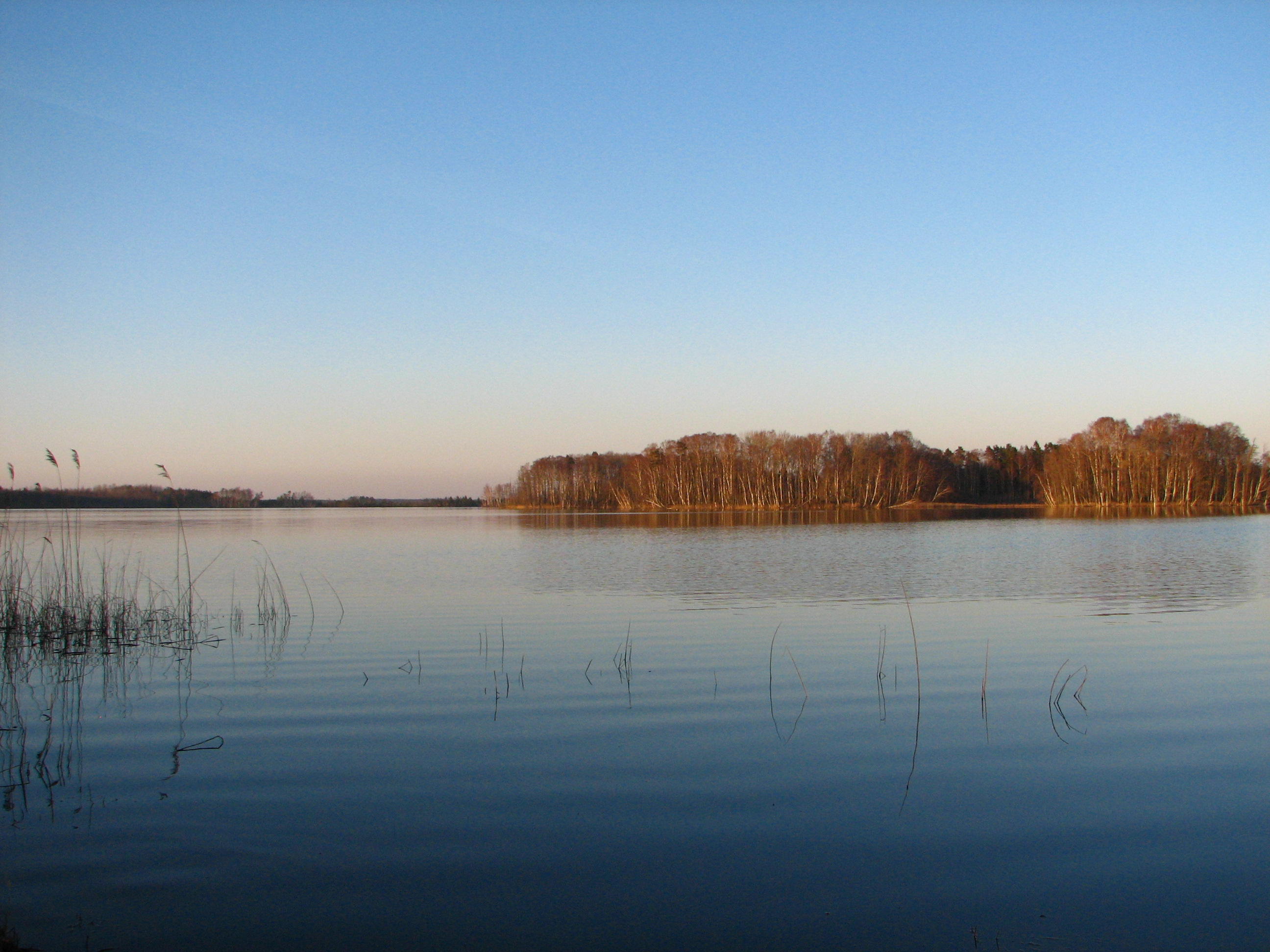
Озеро Решен

## Виноски
1. ↑  Folkmangd i riket, lan och kommuner (шв.) . Центральне бюро статистики Швеції. Архів оригіналу за 20 серпня 2013. Процитовано 23 лютого 2013.